# 1357 Хама
1357 Хама (1357 Khama) — астероїд головного поясу, відкритий 2 липня 1935 року.
Тіссеранів параметр щодо Юпітера — 3,134.